# Кханде Рао Холкар II
Махараджадхирадж Радж Раджешвар Саваи Шри Кханде Рао II Холкар Х Бахадур (хинди खांडेराव द्वितीय होलकर; 1828 — 17 марта 1844) — 10-й махараджа Индаура из династии Холкар (13 ноября 1843 — 17 марта 1844).

## Биография
Родился в 1828 году в Джоцихере. Старший сын Шриманта Сардара Бапуджи Рао Холкара из Джоцихеры.
Он был усыновлен своим двоюродным братом, махараджей Хари Рао Холкаром IX, 2 июля 1841 года (признан британским правительством Индии 30 августа 1841 года) и унаследовал престол после смерти своего приемного отца 24 октября 1843 года.
После смерти Хари Рао Холкара его приемный преемник Кханде Рао был официально установлен 13 ноября 1843 года, и его преемственность была признана британским правительством.
Он правил под регентством своей приемной бабушки, Махарани Кришна Бай Холкар Маджи Сахиба (+ 1849). Будучи слабым духом и телом, он находился полностью под влиянием своего министра Раджи Бхау Фансе.
Он скоропостижно скончался 17 марта 1844 года, не усыновив сына и преемника и не возложив эту ответственность на свою вдову или мать.